# Scherma ai Giochi della XIX Olimpiade - Fioretto individuale maschile
La competizione del fioretto individuale maschile  di scherma ai Giochi della XIX Olimpiade si tenne nei giorni 15 e 16 ottobre 1968 alla "Sala d’arme Fernando Montes de Oca" di Città del Messico.
L'Unione Sovietica aveva schierato gli ultimi due Campioni del Mondo, Viktor Putiatin e German Svešnikov, quindi è stata una sorpresa che nessuno dei loro schermitori si sia qualificato per il girone finale a sei per decidere le posizioni di medaglia. Al contrario, la Francia, guidata dall'ex campione del mondo Jean-Claude Magnan, ha qualificato tutta la squadra per la fase finale ed è stata raggiunta da due rumeni e ungherese. Uno dei rumeni era Ion Drîmbă, un membro della squadra campione del mondo in carica ma che non aveva mai vinto una medaglia individuale mondiale o olimpica nonostante un decennio di tentativi. Drîmbă ha perso uno dei suoi cinque assalti nella finale, ma è stato comunque sufficiente per ottenere la vittoria.
Il francese Daniel Revenu e l’ungherese Jenő Kamuti giunsero in parità nel girone finale e disputarono un barrage per assegnare le altre due medaglie. Vinse l’ungherese per 5-4.

## Programma
| Data            | Round                | Note                                        |
| --------------- | -------------------- | ------------------------------------------- |
| 15 ottobre 1968 | 1º turno             | 12 gruppi i primi quattro passano il turno. |
| 15 ottobre 1968 | 2º turno             | 8 gruppi i primi quattro passano il turno.< |
| 15 ottobre 1968 | Eliminazione diretta | I restanti quattro al girone finale         |
| 15 ottobre 1968 | Ripescaggi           | I restanti due in finale                    |
| 16 ottobre 1968 | Girone finale        |                                             |

## Risultati

### Primo Turno
| Pos. | Atleta           | Nazione          | V. | S. | SF | SC | Nota |
| ---- | ---------------- | ---------------- | -- | -- | -- | -- | ---- |
| 1    | Graham Paul      | Gran Bretagna    | 4  | 0  | 20 | 12 | Q    |
| 2    | Dieter Wellmann  | Germania Ovest   | 3  | 1  | 18 | 10 | Q    |
| 3    | Viktor Putjatin  | Unione Sovietica | 2  | 2  | 17 | 12 | Q    |
| 4    | Graeme Jennings  | Australia        | 1  | 3  | 8  | 17 | Q    |
| 5    | Evaristo Prendes | Argentina        | 0  | 4  | 8  | 20 |      |

| Pos. | Atleta           | Nazione     | V. | S. | SF | SC | Nota |
| ---- | ---------------- | ----------- | -- | -- | -- | -- | ---- |
| 1    | Larry Anastasi   | Stati Uniti | 3  | 1  | 17 | 10 | Q    |
| 2    | Jenő Kamuti      | Ungheria    | 3  | 1  | 19 | 13 | Q    |
| 3    | Fujio Shimizu    | Giappone    | 3  | 1  | 18 | 13 | Q    |
| 4    | Dagoberto Borges | Cuba        | 1  | 3  | 13 | 19 | Q    |
| 5    | Michael Ryan     | Irlanda     | 0  | 4  | 8  | 20 |      |

| Pos. | Atleta            | Nazione          | V. | S. | SF | SC | Nota |
| ---- | ----------------- | ---------------- | -- | -- | -- | -- | ---- |
| 1    | Witold Woyda      | Polonia          | 5  | 0  | 25 | 9  | Q    |
| 2    | German Svešnikov  | Unione Sovietica | 4  | 1  | 22 | 10 | Q    |
| 3    | Gerry Wiedel      | Canada           | 3  | 2  | 17 | 14 | Q    |
| 4    | Moustafa Soheim   | Rep. Araba Unita | 2  | 3  | 15 | 17 | Q    |
| 5    | Alberto Varela    | Uruguay          | 1  | 4  | 9  | 21 |      |
| 6    | José Miguel Pérez | Porto Rico       | 0  | 5  | 8  | 25 |      |

| Pos. | Atleta                    | Nazione          | V. | S. | SF | SC | Nota |
| ---- | ------------------------- | ---------------- | -- | -- | -- | -- | ---- |
| 1    | Mihai Ţiu                 | Romania          | 4  | 1  | 22 | 10 | Q    |
| 2    | Jean-Claude Magnan        | Francia          | 4  | 1  | 24 | 12 | Q    |
| 3    | Ahmed El-Hamy El-Husseini | Rep. Araba Unita | 3  | 2  | 19 | 19 | Q    |
| 4    | Orlando Ruíz              | Cuba             | 2  | 3  | 20 | 21 | Q    |
| 5    | Enrique Barza             | Perù             | 1  | 4  | 11 | 22 |      |
| 6    | Orlando Nannini           | Argentina        | 1  | 4  | 11 | 23 |      |

| Pos. | Atleta              | Nazione   | V. | S. | SF | SC | Nota |
| ---- | ------------------- | --------- | -- | -- | -- | -- | ---- |
| 1    | Ryszard Parulski    | Polonia   | 4  | 0  | 20 | 10 | Q    |
| 2    | Rudolf Trost        | Austria   | 2  | 2  | 12 | 12 | Q    |
| 3    | Pasquale La Ragione | Italia    | 2  | 2  | 14 | 14 | Q    |
| 4    | Carlos Calderón     | Messico   | 1  | 3  | 14 | 15 | Q    |
| 5    | Freddy Salazar      | Venezuela | 1  | 3  | 10 | 19 |      |

| Pos. | Atleta              | Nazione   | V. | S. | SF | SC | Nota |
| ---- | ------------------- | --------- | -- | -- | -- | -- | ---- |
| 1    | László Kamuti       | Ungheria  | 5  | 0  | 25 | 13 | Q    |
| 2    | Nicola Granieri     | Italia    | 4  | 1  | 23 | 11 | Q    |
| 3    | Michel Constandt    | Belgio    | 3  | 2  | 18 | 16 | Q    |
| 4    | Héctor Abaunza      | Messico   | 2  | 3  | 18 | 22 | Q    |
| 5    | John Bouchier-Hayes | Irlanda   | 1  | 4  | 14 | 23 |      |
| 6    | Félix Piñero        | Venezuela | 0  | 5  | 12 | 25 |      |

| Pos. | Atleta            | Nazione        | V. | S. | SF | SC | Nota |
| ---- | ----------------- | -------------- | -- | -- | -- | -- | ---- |
| 1    | Guillermo Saucedo | Argentina      | 3  | 1  | 17 | 8  | Q    |
| 2    | Sándor Szabó      | Ungheria       | 3  | 1  | 16 | 13 | Q    |
| 3    | Friedrich Wessel  | Germania Ovest | 3  | 1  | 17 | 14 | Q    |
| 4    | Román Gómez       | Messico        | 1  | 3  | 12 | 17 | Q    |
| 5    | Fionbarr Farrell  | Irlanda        | 0  | 4  | 12 | 20 |      |

| Pos. | Atleta           | Nazione     | V. | S. | SF | SC | Nota |
| ---- | ---------------- | ----------- | -- | -- | -- | -- | ---- |
| 1    | Roland Losert    | Austria     | 5  | 0  | 25 | 7  | Q    |
| 2    | Daniel Revenu    | Francia     | 4  | 1  | 23 | 9  | Q    |
| 3    | Russell Hobby    | Australia   | 3  | 2  | 17 | 16 | Q    |
| 4    | Jeffrey Checkes  | Stati Uniti | 2  | 3  | 12 | 20 | Q    |
| 5    | Souheil Ayoub    | Libano      | 1  | 4  | 10 | 21 |      |
| 6    | Rodolfo da Ponte | Paraguay    | 0  | 5  | 11 | 25 |      |

| Pos. | Atleta                    | Nazione          | V. | S. | SF | SC | Nota |
| ---- | ------------------------- | ---------------- | -- | -- | -- | -- | ---- |
| 1    | Ion Drîmbă                | Romania          | 4  | 0  | 20 | 9  | Q    |
| 2    | Mohamed Gamil El-Kalyoubi | Rep. Araba Unita | 3  | 1  | 17 | 9  | Q    |
| 3    | Bill Hoskyns              | Gran Bretagna    | 2  | 2  | 15 | 13 | Q    |
| 4    | Herbert Cohen             | Stati Uniti      | 1  | 3  | 7  | 19 | Q    |
| 5    | Bill Ronald               | Australia        | 0  | 4  | 11 | 20 |      |
| 6    | Rodolfo da Ponte          | Paraguay         | 0  | 5  | 11 | 25 |      |

| Pos. | Atleta               | Nazione        | V. | S. | SF | SC | Nota |
| ---- | -------------------- | -------------- | -- | -- | -- | -- | ---- |
| 1    | Tănase Mureşanu      | Romania        | 4  | 0  | 20 | 13 | Q    |
| 2    | Arcangelo Pinelli    | Italia         | 2  | 2  | 15 | 14 | Q    |
| 3    | Timothäus Gerresheim | Germania Ovest | 2  | 2  | 17 | 15 | Q    |
| 4    | Florent Bessemans    | Belgio         | 1  | 3  | 15 | 17 | Q    |
| 5    | Magdy Conyd          | Canada         | 1  | 3  | 11 | 19 |      |

| Pos. | Atleta         | Nazione  | V. | S. | SF | SC | Nota |
| ---- | -------------- | -------- | -- | -- | -- | -- | ---- |
| 1    | Adam Lisewski  | Polonia  | 3  | 1  | 18 | 13 | Q    |
| 2    | Christian Noël | Francia  | 3  | 1  | 19 | 14 | Q    |
| 3    | Kazuo Mano     | Giappone | 2  | 2  | 18 | 14 | Q    |
| 4    | Udo Birnbaum   | Austria  | 2  | 2  | 15 | 16 | Q    |
| 5    | Peter Bakonyi  | Canada   | 0  | 4  | 7  | 20 |      |

| Pos. | Atleta           | Nazione          | V. | S. | SF | SC | Nota |
| ---- | ---------------- | ---------------- | -- | -- | -- | -- | ---- |
| 1    | Vasyl' Stankovyč | Unione Sovietica | 4  | 0  | 20 | 10 | Q    |
| 2    | Heizaburo Okawa  | Giappone         | 3  | 1  | 19 | 10 | Q    |
| 3    | Jesús Gil        | Cuba             | 1  | 3  | 7  | 16 | Q    |
| 4    | Mike Breckin     | Gran Bretagna    | 1  | 3  | 16 | 17 | Q    |
| 5    | Silvio Fernández | Venezuela        | 1  | 3  | 9  | 18 |      |

### Secondo Turno
| Pos. | Atleta                    | Nazione          | V. | S. | SF | SC | Nota |
| ---- | ------------------------- | ---------------- | -- | -- | -- | -- | ---- |
| 1    | Daniel Revenu             | Francia          | 4  | 1  | 21 | 14 | Q    |
| 2    | Graham Paul               | Gran Bretagna    | 3  | 2  | 23 | 15 | Q    |
| 3    | Timothäus Gerresheim      | Germania Ovest   | 3  | 2  | 20 | 17 | Q    |
| 4    | Russell Hobby             | Australia        | 2  | 3  | 15 | 19 | Q    |
| 5    | Dagoberto Borges          | Cuba             | 2  | 3  | 18 | 18 |      |
| 6    | Mohamed Gamil El-Kalyoubi | Rep. Araba Unita | 1  | 4  | 10 | 10 |      |

| Pos. | Atleta            | Nazione        | V. | S. | SF | SC | Nota |
| ---- | ----------------- | -------------- | -- | -- | -- | -- | ---- |
| 1    | Arcangelo Pinelli | Italia         | 4  | 1  | 24 | 15 | Q    |
| 2    | Bill Hoskyns      | Gran Bretagna  | 4  | 1  | 23 | 15 | Q    |
| 3    | Friedrich Wessel  | Germania Ovest | 3  | 2  | 21 | 20 | Q    |
| 4    | Sándor Szabó      | Ungheria       | 2  | 3  | 17 | 20 | Q    |
| 5    | Larry Anastasi    | Stati Uniti    | 2  | 3  | 19 | 21 |      |
| 6    | Graeme Jennings   | Australia      | 0  | 5  | 12 | 25 |      |

| Pos. | Atleta           | Nazione  | V. | S. | SF | SC | Nota |
| ---- | ---------------- | -------- | -- | -- | -- | -- | ---- |
| 1    | Nicola Granieri  | Italia   | 4  | 1  | 24 | 20 | Q    |
| 2    | Christian Noël   | Francia  | 3  | 2  | 22 | 15 | Q    |
| 3    | Witold Woyda     | Polonia  | 3  | 2  | 23 | 18 | Q    |
| 4    | Kazuo Mano       | Giappone | 3  | 2  | 21 | 18 | Q    |
| 5    | Michel Constandt | Belgio   | 1  | 4  | 14 | 21 |      |
| 6    | Orlando Ruíz     | Cuba     | 1  | 4  | 12 | 24 |      |

| Pos. | Atleta              | Nazione          | V. | S. | SF | SC | Nota |
| ---- | ------------------- | ---------------- | -- | -- | -- | -- | ---- |
| 1    | Mihai Ţiu           | Romania          | 4  | 1  | 23 | 8  | Q    |
| 2    | Heizaburo Okawa     | Giappone         | 4  | 1  | 20 | 14 | Q    |
| 3    | Pasquale La Ragione | Italia           | 3  | 2  | 23 | 18 | Q    |
| 4    | Rudolf Trost        | Austria          | 2  | 3  | 15 | 18 | Q    |
| 5    | Jesús Gil           | Cuba             | 1  | 4  | 11 | 23 |      |
| 6    | Moustafa Soheim     | Rep. Araba Unita | 1  | 4  | 13 | 24 |      |

| Pos. | Atleta                    | Nazione          | V. | S. | SF | SC | Nota |
| ---- | ------------------------- | ---------------- | -- | -- | -- | -- | ---- |
| 1    | Ryszard Parulski          | Polonia          | 5  | 0  | 25 | 12 | Q    |
| 2    | Vasyl' Stankovyč          | Unione Sovietica | 4  | 1  | 23 | 16 | Q    |
| 3    | Jean-Claude Magnan        | Francia          | 3  | 2  | 22 | 15 | Q    |
| 4    | Mike Breckin              | Gran Bretagna    | 2  | 3  | 15 | 18 | Q    |
| 5    | Ahmed El-Hamy El-Husseini | Rep. Araba Unita | 1  | 4  | 16 | 20 |      |
| 6    | Carlos Calderón           | Messico          | 0  | 5  | 5  | 25 |      |

| Pos. | Atleta           | Nazione          | V. | S. | SF | SC | Nota |
| ---- | ---------------- | ---------------- | -- | -- | -- | -- | ---- |
| 1    | German Svešnikov | Unione Sovietica | 5  | 0  | 25 | 10 | Q    |
| 2    | Héctor Abaunza   | Messico          | 3  | 2  | 19 | 16 | Q    |
| 3    | Adam Lisewski    | Polonia          | 3  | 2  | 18 | 16 | Q    |
| 4    | Udo Birnbaum     | Austria          | 2  | 3  | 14 | 21 | Q    |
| 5    | László Kamuti    | Ungheria         | 1  | 4  | 19 | 21 |      |
| 6    | Gerry Wiedel     | Canada           | 1  | 4  | 11 | 22 |      |

| Pos. | Atleta            | Nazione     | V. | S. | SF | SC | Nota |
| ---- | ----------------- | ----------- | -- | -- | -- | -- | ---- |
| 1    | Fujio Shimizu     | Giappone    | 5  | 0  | 25 | 13 | Q    |
| 2    | Guillermo Saucedo | Argentina   | 4  | 1  | 24 | 15 | Q    |
| 3    | Tănase Mureşanu   | Romania     | 2  | 3  | 16 | 17 | Q    |
| 4    | Jenő Kamuti       | Ungheria    | 2  | 3  | 17 | 20 | Q    |
| 5    | Jeffrey Checkes   | Stati Uniti | 1  | 4  | 13 | 21 |      |
| 6    | Florent Bessemans | Belgio      | 1  | 4  | 14 | 23 |      |

| Pos. | Atleta          | Nazione          | V. | S. | SF | SC | Nota |
| ---- | --------------- | ---------------- | -- | -- | -- | -- | ---- |
| 1    | Ion Drîmbă      | Romania          | 5  | 0  | 25 | 10 | Q    |
| 2    | Roland Losert   | Austria          | 3  | 2  | 18 | 14 | Q    |
| 3    | Viktor Putjatin | Unione Sovietica | 3  | 2  | 21 | 18 | Q    |
| 4    | Dieter Wellmann | Germania Ovest   | 3  | 2  | 19 | 19 | Q    |
| 5    | Herbert Cohen   | Stati Uniti      | 1  | 4  | 17 | 2  |      |
| 6    | Román Gómez     | Messico          | 0  | 5  | 8  | 25 |      |

### Eliminazione diretta

#### 1º Turno
| Vincente            | Vincente         | Risultato | Sconfitto            | Sconfitto      |
| Atleta              | Nazione          | Risultato | Atleta               | Nazione        |
| ------------------- | ---------------- | --------- | -------------------- | -------------- |
| Ion Drîmbă          | Romania          | n/d       | Udo Birnbaum         | Austria        |
| Arcangelo Pinelli   | Italia           | n/d       | Bill Hoskyns         | Gran Bretagna  |
| Witold Woyda        | Polonia          | n/d       | Kazuo Mano           | Giappone       |
| Daniel Revenu       | Francia          | n/d       | Timothäus Gerresheim | Germania Ovest |
| Vasyl' Stankovyč    | Unione Sovietica | n/d       | Héctor Abaunza       | Messico        |
| Friedrich Wessel    | Germania Ovest   | n/d       | Graham Paul          | Gran Bretagna  |
| Jean-Claude Magnan  | Francia          | n/d       | Tănase Mureşanu      | Romania        |
| Russell Hobby       | Australia        | n/d       | Fujio Shimizu        | Giappone       |
| German Svešnikov    | Unione Sovietica | n/d       | Rudolf Trost         | Austria        |
| Adam Lisewski       | Polonia          | n/d       | Heizaburo Okawa      | Giappone       |
| Pasquale La Ragione | Italia           | n/d       | Guillermo Saucedo    | Argentina      |
| Mihai Ţiu           | Romania          | n/d       | Sándor Szabó         | Ungheria       |
| Roland Losert       | Austria          | n/d       | Jenő Kamuti          | Ungheria       |
| Viktor Putjatin     | Unione Sovietica | n/d       | Nicola Granieri      | Italia         |
| Christian Noël      | Francia          | n/d       | Dieter Wellmann      | Germania Ovest |
| Ryszard Parulski    | Polonia          | n/d       | Mike Breckin         | Gran Bretagna  |

#### 2º Turno
| Vincente           | Vincente         | Risultato | Sconfitto           | Sconfitto      |
| Atleta             | Nazione          | Risultato | Atleta              | Nazione        |
| ------------------ | ---------------- | --------- | ------------------- | -------------- |
| Ion Drîmbă         | Romania          | n/d       | Arcangelo Pinelli   | Italia         |
| Daniel Revenu      | Francia          | n/d       | Witold Woyda        | Polonia        |
| Vasyl' Stankovyč   | Unione Sovietica | n/d       | Friedrich Wessel    | Germania Ovest |
| Jean-Claude Magnan | Francia          | n/d       | Russell Hobby       | Australia      |
| German Svešnikov   | Unione Sovietica | n/d       | Adam Lisewski       | Polonia        |
| Mihai Ţiu          | Romania          | n/d       | Pasquale La Ragione | Italia         |
| Viktor Putjatin    | Unione Sovietica | n/d       | Roland Losert       | Austria        |
| Christian Noël     | Francia          | n/d       | Ryszard Parulski    | Polonia        |

#### 3º Turno
I vincenti al girone finale.
| Vincente           | Vincente | Risultato | Sconfitto        | Sconfitto        |
| Atleta             | Nazione  | Risultato | Atleta           | Nazione          |
| ------------------ | -------- | --------- | ---------------- | ---------------- |
| Daniel Revenu      | Francia  | n/d       | Ion Drîmbă       | Romania          |
| Jean-Claude Magnan | Francia  | n/d       | Vasyl' Stankovyč | Unione Sovietica |
| Mihai Ţiu          | Romania  | n/d       | German Svešnikov | Unione Sovietica |
| Christian Noël     | Francia  | n/d       | Viktor Putjatin  | Unione Sovietica |

### Recuperi

#### 1º Turno
| Vincente             | Vincente       | Risultato | Sconfitto         | Sconfitto     |
| Atleta               | Nazione        | Risultato | Atleta            | Nazione       |
| -------------------- | -------------- | --------- | ----------------- | ------------- |
| Bill Hoskyns         | Gran Bretagna  | n/d       | Udo Birnbaum      | Austria       |
| Timothäus Gerresheim | Germania Ovest | n/d       | Kazuo Mano        | Giappone      |
| Graham Paul          | Gran Bretagna  | n/d       | Héctor Abaunza    | Messico       |
| Tănase Mureşanu      | Romania        | n/d       | Fujio Shimizu     | Giappone      |
| Heizaburo Okawa      | Giappone       | n/d       | Rudolf Trost      | Austria       |
| Sándor Szabó         | Ungheria       | n/d       | Guillermo Saucedo | Argentina     |
| Jenő Kamuti          | Ungheria       | n/d       | Nicola Granieri   | Italia        |
| Dieter Wellmann      | Germania Ovest | n/d       | Mike Breckin      | Gran Bretagna |

#### 2º Turno
| Vincente          | Vincente      | Risultato | Sconfitto            | Sconfitto      |
| Atleta            | Nazione       | Risultato | Atleta               | Nazione        |
| ----------------- | ------------- | --------- | -------------------- | -------------- |
| Arcangelo Pinelli | Italia        | n/d       | Bill Hoskyns         | Gran Bretagna  |
| Witold Woyda      | Polonia       | n/d       | Timothäus Gerresheim | Germania Ovest |
| Graham Paul       | Gran Bretagna | n/d       | Friedrich Wessel     | Germania Ovest |
| Tănase Mureşanu   | Romania       | n/d       | Russell Hobby        | Australia      |
| Heizaburo Okawa   | Giappone      | n/d       | Adam Lisewski        | Polonia        |
| Sándor Szabó      | Ungheria      | n/d       | Pasquale La Ragione  | Italia         |
| Jenő Kamuti       | Ungheria      | n/d       | Roland Losert        | Austria        |
| Ryszard Parulski  | Polonia       | n/d       | Dieter Wellmann      | Germania Ovest |

#### 3º Turno
| Vincente        | Vincente | Risultato | Sconfitto         | Sconfitto     |
| Atleta          | Nazione  | Risultato | Atleta            | Nazione       |
| --------------- | -------- | --------- | ----------------- | ------------- |
| Witold Woyda    | Polonia  | n/d       | Arcangelo Pinelli | Italia        |
| Tănase Mureşanu | Romania  | n/d       | Graham Paul       | Gran Bretagna |
| Heizaburo Okawa | Giappone | n/d       | Sándor Szabó      | Ungheria      |
| Jenő Kamuti     | Ungheria | n/d       | Ryszard Parulski  | Polonia       |

#### 4º Turno
| Vincente         | Vincente         | Risultato | Sconfitto         | Sconfitto        |
| Atleta           | Nazione          | Risultato | Atleta            | Nazione          |
| ---------------- | ---------------- | --------- | ----------------- | ---------------- |
| Ion Drîmbă       | Romania          | n/d       | Witold Woyda      | Polonia          |
| Tănase Mureşanu  | Romania          | n/d       | Vasyl' Stankovyč  | Unione Sovietica |
| German Svešnikov | Unione Sovietica | n/d       | Heizaburo Okawa   | Giappone         |
| Jenő Kamuti      | Ungheria         | n/d       | Arcangelo Pinelli | Italia           |

#### Turno finale
| Vincente    | Vincente | Risultato | Sconfitto        | Sconfitto        |
| Atleta      | Nazione  | Risultato | Atleta           | Nazione          |
| ----------- | -------- | --------- | ---------------- | ---------------- |
| Ion Drîmbă  | Romania  | n/d       | Tănase Mureşanu  | Romania          |
| Jenő Kamuti | Ungheria | n/d       | German Svešnikov | Unione Sovietica |

### Girone Finale
| Pos.    | Atleta             | Nazione  | Vittorie | Stoccate | Incontri | Incontri | Incontri | Incontri | Incontri | Incontri | Barrage |
| Pos.    | Atleta             | Nazione  | Vittorie | Stoccate | DRÎ      | KAM      | REV      | NOË      | MAG      | ŢIU      | Barrage |
| ------- | ------------------ | -------- | -------- | -------- | -------- | -------- | -------- | -------- | -------- | -------- | ------- |
| Oro     | Ion Drîmbă         | Romania  | 4        | 22-15    | X        | V        | V        | S        | V        | V        |         |
| Argento | Jenő Kamuti        | Ungheria | 3        | 19-14    | S        | X        | S        | V        | V        | V        | 5-4     |
| Bronzo  | Daniel Revenu      | Francia  | 3        | 22-17    | S        | V        | X        | V        | V        | S        | 4-5     |
| 4       | Christian Noël     | Francia  | 2        | 14-18    | V        | S        | S        | X        | S        | V        |         |
| 5       | Jean-Claude Magnan | Francia  | 2        | 18-22    | S        | S        | S        | V        | X        | V        |         |
| 6       | Mihai Ţiu          | Romania  | 1        | 14-23    | S        | S        | V        | S        | S        | X        |         |